# Atrapa un millón
Atrapa un millón es un programa de televisión creado por la productora Endemol, producido por Gestmusic (del grupo Endemol Shine Iberia), y emitido por Antena 3. Es la adaptación del programa The Million Pound Drop Live, de Channel 4 de Reino Unido. Como la mayoría de las versiones, pero a diferencia de la versión original británica, la versión española no se emitía en directo. Estaba presentado en España por Carlos Sobera.
Empezó a emitirse solo los viernes por la noche en prime time el 4 de febrero de 2011, pero debido al gran éxito de audiencia obtenido, el 4 de abril de 2011 empezó a emitirse también de lunes a jueves por la tarde, y los viernes en horario habitual. Además, desde el 29 de abril de 2011, la edición diaria se emite también los viernes, así que todos los viernes hubo doble emisión del concurso: por la tarde y por la noche. Aun así, cabe destacar la bajada de audiencia en la versión semanal de los viernes, la cual causó su cancelación el 6 de abril de 2012. Sin embargo, se siguió emitiendo todas las tardes de lunes a viernes después del programa ¡Ahora caigo! con relativo éxito, aunque paulatinamente su audiencia fue mermando poco a poco.
En junio de 2014, se dio a conocer que el programa quedaría fuera de la parrilla después del verano, debido al mencionado desgaste de audiencia que estaba sufriendo últimamente. Así, el programa fue sustituido por ¡Boom!, presentado por Juanra Bonet, desde el martes 9 de septiembre del mismo año.
El 19 de julio de 2021 se anunció en exclusiva que comienza la producción de una nueva etapa de Atrapa un millón. Y el 23 de noviembre de 2021 se anunció que Manel Fuentes sería el presentador de la nueva etapa que se ha estrenado el 11 de enero de 2023.En febrero de 2024 se confirmó que varios de los programas de la 2ª temporada de la nueva etapa serían presentados por Juanra Bonet debido a los problemas de agenda de Fuentes.

## Equipo
| Cadena        |         |         |         |         |         |         |         |
| Etapa         | Primera | Primera | Primera | Primera | Segunda | Segunda | Segunda |
| Año           | 2011    | 2012    | 2013    | 2014    | 2023    | 2024    | 2025    |
| ------------- | ------- | ------- | ------- | ------- | ------- | ------- | ------- |
| Carlos Sobera |         |         |         |         |         |         |         |
| Manel Fuentes |         |         |         |         |         |         |         |
| Juanra Bonet  |         |         |         |         |         |         |         |

## Mecánica

### Atrapa un millón (versión semanal)
A una pareja de concursantes se les da un millón de euros, repartido en 40 fajos de billetes de 50 €, cada uno con 25 000 €, al comienzo del juego. A continuación, los concursantes deben responder a ocho preguntas en un esfuerzo por mantener la mayor cantidad de su dinero como sea posible. Muchas preguntas están muy centradas en los acontecimientos actuales o recientes. El juego se divide en tres rondas.
Al comienzo de cada pregunta, los concursantes tienen que escoger una categoría de dos opciones que se dan. La pregunta estará relacionada con la categoría que elijan. Las primeras cuatro preguntas tienen cuatro opciones, y para responderlas, se pueden elegir hasta 3 opciones, repartiendo el dinero entre las opciones que se elijan. El dinero que haya en las opciones erróneas, caerá por una trampilla. Las preguntas de la 5 a la 7 tienen 3 opciones de respuesta, pudiendo elegir un máximo de 2 opciones. La última pregunta, la octava, tiene dos opciones de respuesta a elegir entre ambas, lo que quiere decir que si eligen la respuesta correcta se llevarán el dinero acumulado.

### Atrapa un millón diario
El inicial de la versión diaria era buscar concursantes para jugar en la versión del prime time de los viernes por la noche. En esta versión se repartían 40 fajos de billetes de 20 €, cada uno con 5.000 €. Para ello, a los concursantes que superarán la cuarta pregunta se les daba a elegir la compra de la opción del Pase al Millón, lo cual implicaba dejar la mitad del dinero del que dispusieran en ese momento (en caso de que tuvieran una cantidad impar de fajos, tendrían que dejar un fajo menos de la mitad, es decir, si tenían 25 000 €, que son cinco fajos, solamente deberían dejar dos, es decir, 10 000 €). Una vez comprado, cuando la pareja acababa de concursar (o bien porque habían superado la octava pregunta o porque se habían quedado sin dinero antes de llegar a ella), se les hacía una pregunta extra que les permitiría acceder a la edición semanal de los viernes por la noche. Dicha pregunta tenía tres opciones, y para contestarla tenían que dejar la pastilla del Pase al Millón en la respuesta que consideraran correcta. En caso de acertar, volverían un viernes por la noche. Sin embargo, el 14 de noviembre de 2011 se eliminó el Pase al Millón y ahora las parejas que concursan en Atrapa un Millón Diario tienen un solo objetivo: conseguir los 200 000 € que se ponen en juego.
Desde el 5 de noviembre de 2012, existe un comodín, la «pregunta estrella» consistente en que si entre las preguntas uno y la siete, una vez apostado el dinero, los concursantes no lo tienen claro, pueden sustituir la pregunta que se les ha formulado por otra, la cual puede ser de cualquier tema y no del escogido previamente para esta pregunta. Este comodín tan solo se puede usar una vez. También, desde el programa del 6 de mayo de 2013, existe en la pregunta 6 la opción "Solo uno". Aparece como uno de los dos temas a elegir, y puede ser una pregunta de cualquier temática, con la particularidad de que solamente la puede responder uno de los componentes de la pareja, y el otro baja por las escaleras hacia el foso donde cae todo el dinero. Una vez respondida, al concursante que estaba abajo se le permite recuperar 5000 € que recoge desde el foso.
A partir del 27 de septiembre, a raíz de la hazaña de los hermanos Ferrandis el lunes 23 de ese mismo mes (lograron los 200 000 €), se estrena otra novedad, que consiste en que la pareja de concursantes puede triplicar el premio si decide contestar la última pregunta con las cuatro opciones pero eligiendo solo una opción, o bien duplicar con tres opciones de respuesta, o bien optar al una de dos clásico. Siempre tendrán 20 segundos para decidir si quieren triplicar y 10 para decidir si quieren doblar.

## Concursantes y estadísticas

### Concursantes
A continuación se muestra una tabla con el dinero ganado o perdido por los concursantes que han pasado por la edición semanal del concurso:
| Fecha de emisión      | Pareja               | Premio Final | Preguntas superadas | Dinero arriesgado |
| --------------------- | -------------------- | ------------ | ------------------- | ----------------- |
| 4 de febrero de 2011  | "Los Cuñados"        | 0 €          | 7                   | 25.000 €          |
| 4 de febrero de 2011  | Gaizka y Lidia       | 50.000 €     | 8                   |                   |
| 11 de febrero de 2011 | Ana Belén y Alfred   | 0 €          | 4                   | 300.000 €         |
| 11 de febrero de 2011 | Alicia y José        | 25.000 €     | 8                   |                   |
| 18 de febrero de 2011 | Antonio y Manuel     | 75.000 €     | 8                   |                   |
| 18 de febrero de 2011 | Claudia y Silvia     | 0 €          | 7                   | 100.000 €         |
| 25 Feb 2011           | Paco y Santiago      | 300.000 €    | 8                   |                   |
| 25 Feb 2011           | Silvia y Mª Carmen   | 0 €          | 6                   | 25.000 €          |
| 4 Mar 2011            | Marisa y Manoli      | 0 €          | 1                   | 1.000.000 €       |
| 4 Mar 2011            | Carlos y Aída        | 75.000 €     | 8                   |                   |
| 11 Mar 2011           | Arantxa y Oscar      | 50.000 €     | 8                   |                   |
| 11 Mar 2011           | Andrés y Azucena     | 0 €          | 6                   | 325.000 €         |
| 18 Mar 2011           | Esther y Miguel      | 0 €          | 6                   | 100.000 €         |
| 18 Mar 2011           | M.ª Carmen y Ana     | 25.000 €     | 8                   |                   |
| 24 Mar 2011           | Domingo y César      | 100.000 €    | 8                   |                   |
| 24 Mar 2011           | M.ª Pilar y Cristina | 0€           | 8                   |                   |
| 01 Abr 2011           | Rocío y Manolo       | 0 €          | 6                   | 75.000 €          |
| 01 Abr 2011           | Cristina y Roberto   | 200.000 €    | 8                   |                   |
| 08 Abr 2011           | Eduardo y Marina     | 0 €          | 6                   | 75.000 €          |
| 08 Abr 2011           | Iker y Landen        | 0 €          | 7                   | 100.000 €         |
| 15 Abr 2011           | <center calvo        | 0 €          | 8                   | 25.000 €          |
| 15 Abr 2011           | calvos FC            | 0 €          | 0                   | 1.000.000 €       |
| 22 Abr 2011           | Manuel y Estefanía   | 25.000 €     | 8                   |                   |
| 22 Abr 2011           | Carlos y Ginés       | 25.000 €     | 8                   |                   |
| 1 Jul 2011            | Laura y Nono         | 175.000 €    | 8                   |                   |
| 1 Jul 2011            | Gonzalo y Fonti      | 0 €          | 4                   | 700.000 €         |
| 24 de febrero de 2024 | " Alex y Juan"       | 550.000 €    | 8                   | 550.000 €         |

#### Estadísticas
- Total de dinero repartido: ±5.000.000 € (Incluye especiales, prime time y diarios).
- Mayor premio repartido: 550.000 € en el capítulo del 24/02/2024.
- Mayor dinero perdido: 1.900.000 € (en Atrapa dos millones).
- Mayor cifra perdida sin que los concursantes se vayan: 950.000 € en el capítulo de 03/02/2012.
- Mayor pérdida en la última pregunta: 325.000 € en el viernes noche (27/05/2011), 45.000 € en la edición diaria (2 veces: 6 de julio de 2012 y 30 de julio de 2012).
- Mayor aguante del premio máximo: Hasta la pregunta 8 (1 vez) (Versión diaria del 23/09/2013).

## Audiencias

#### Audiencias 2023 (Versión Prime time)
| 1 | 11 de enero de 2023  | 1 662 000 (16,8%) |
| 2 | 18 de enero de 2023  | 1 563 000 (16,3%) |
| 3 | 25 de enero de 2023  | 1 287 000 (13,8%) |
| 4 | 1 de febrero de 2023 | 1 338 000 (14,6%) |

#### Audiencias 2024 (Versión Prime time)
| 1 | 27 de enero de 2024   | 1 386 000 (12,5%) |
| 2 | 3 de febrero de 2024  | 1 220 000 (10,1%) |
| 3 | 17 de febrero de 2024 | 996 000 (9,2%)    |
| 4 | 24 de febrero de 2024 | 1 114 000 (9,5%)  |
| 5 | 2 de marzo de 2024    | 1 092 000 (9,4%)  |
| 6 | 9 de marzo de 2024    | 1 203 000 (10,5%) |
| 7 | 16 de marzo de 2024   | 1 035 000 (9,9%)  |
| 8 | 23 de marzo de 2024   | 1 085 000 (10,2%) |

#### Audiencias 2025 (Versión Prime time)
| 1 | 4 de enero de 2025    | 1 109 000 (10,2%) |
| 2 | 11 de enero de 2025   | 1 242 000 (11,3%) |
| 3 | 18 de enero de 2025   | 1 091 000 (10,0%) |
| 4 | 25 de enero de 2025   | 1 069 000 (9,7%)  |
| 5 | 1 de febrero de 2025  | 964 000 (8,2%)    |
| 6 | 8 de febrero de 2025  | 858 000 (7,2%)    |
| 7 | 15 de febrero de 2025 | 972 000 (9,3%)    |
| 8 | 22 de febrero de 2025 | 1 101 000 (10,1%) |

## Audiencias medias
| Temporada                           | Espectadores | Cuota de pantalla |
| 2011 (1.ª prime time y diario)      | 2 164 000    | 13,5%             |
| 2011/2012 (2.ª prime time y diario) | 1 499 000    | 14,3%             |
| 2012/2013 (3.ª diario)              | 1 551 000    | 13,4%             |
| 2013/2014 (4.ª diario)              | 1 281 000    | 12,1%             |
| 2023 (5.ª prime time)               | 1 463 000    | 15,5%             |
| 2024 (6.ª prime time)               | 1 141 000    | 10,2%             |
| 2025 (7.ª prime time)               | 1 051 000    | 9,5%              |
| ----------------------------------- | ------------ | ----------------- |

## Anécdotas
En el programa del 27 de diciembre de 2011, Remedios Cervantes fue la famosa invitada junto con un joven concursante llamado Mario. En el último segundo de la última pregunta, Remedios decidió cambiar la opción seleccionada por el chico, haciéndole perder 5000 euros. Ante la polémica suscitada, la dirección del programa decidió darle una nueva oportunidad a Mario, que se convirtió así en el primer concursante que repitió participación.
Mario, en su segunda participación, ganó 15 000 junto con su acompañante y ha recibido una invitación de Remedios para ir al teatro cuando ella actúe.
El lunes 23 de septiembre de 2013, María y Pablo Ferrandis (una pareja madrileña de hermanos), se llevó el bote de los 200.000 euros que pone el programa en su edición diaria. Este hecho supone un hito en la historia del programa, ya que nadie había conseguido antes llevarse todo el dinero en las ocho preguntas sin dividir el dinero entre las opciones disponibles.

## Premios
- Premio Ondas (2011), al mejor programa de entretenimiento.
- TP de Oro (2011), al mejor programa de entretenimiento.